# 土屋大喜
土屋 大喜（つちや たいき、1984年6月3日 - ）は、日本の男性総合格闘家。静岡県伊豆市出身。roots所属。
師匠佐藤ルミナ譲りのアグレッシブなファイトスタイルを持つ。元修斗環太平洋フェザー級王者

## 来歴
2007年9月23日、第14回全日本アマチュア修斗選手権ライト級（-65kg）に出場し、2回戦敗退するも、プロ昇格を決めた。
2008年2月23日、プロ修斗デビュー。同年のライト級新人王トーナメントでは2回戦敗退。
2009年3月27日、グアムで開催されたPXCでジャスティン・クルーズと対戦し、チョークスリーパーで一本負け。
2009年6月6日、修斗のメインイベントで石渡伸太郎と対戦し、開始20秒右フックでダウンを奪ったところにパウンドで追撃しKO勝ち。この試合で石渡は顔面を骨折した。6月8日付けでクラスAに昇格した。
2010年1月23日、修斗環太平洋ライト級チャンピオン決定戦で門脇英基と対戦し、判定勝ちで王座獲得に成功した。
2010年7月19日、修斗環太平洋ライト級王座防衛戦で田村一聖と対戦し、2-0の判定勝ちで王座の初防衛に成功した。
2010年11月19日、修斗環太平洋ライト級王座防衛戦でグスタヴォ・ファルシローリと対戦し、3-0の判定勝ちで王座の2度目の防衛に成功した。
2011年1月10日、修斗でトニー・ハービーと対戦し、マウントパンチによるKO勝ち。試合後のリング上でテレビ解説を務めていた同級世界王者日沖発に対し、「挑戦状を叩きつけようと思っていましたが、正直まだ早いと思いました」としながらも、「もっと強くなって日沖選手の首を取りにいくんで、もうちょっと待ってください」と発言した。
2011年5月24日付で修斗環太平洋ライト級を返上した。
2015年から、フェザー級（-61.2kg。現バンタム級）へ転向した。

## 戦績

### 総合格闘技
| 総合格闘技 戦績 | 総合格闘技 戦績 | 総合格闘技 戦績 | 総合格闘技 戦績 | 総合格闘技 戦績 | 総合格闘技 戦績 | 総合格闘技 戦績 |
| --------------- | --------------- | --------------- | --------------- | --------------- | --------------- | --------------- |
| 23 試合         | (T)KO           | 一本            | 判定            | その他          | 引き分け        | 無効試合        |
| 13 勝           | 4               | 1               | 8               | 0               | 0               | 0               |
| 10 敗           | 4               | 1               | 5               | 0               | 0               | 0               |

| 勝敗 | 対戦相手                   | 試合結果                            | 大会名                                                                                               | 開催年月日     |
| ×    | 魚井フルスイング           | 2R 1:30 KO（パンチ）                | プロフェッショナル修斗公式戦                                                                         | 2018年9月23日  |
| ×    | 南出剛                     | 5分3R終了 判定1-2                   | 修斗 後楽園ホール大会                                                                                | 2018年3月25日  |
| ×    | 安藤達也                   | 5分3R終了 判定0-3                   | 修斗 後楽園ホール大会                                                                                | 2018年1月28日  |
| ○    | 海下竜太                   | 5分2R終了 判定3-0                   | SHOOTO GIG TOKYO Vol.22                                                                              | 2016年10月16日 |
| ×    | 祖根寿麻                   | 5分3R終了 判定0-3                   | 修斗                                                                                                 | 2016年7月17日  |
| ○    | CORO                       | 3R 3:47 肩固め                      | 修斗 FIGHT & MOSH                                                                                    | 2016年4月23日  |
| ○    | 海老原洋輔                 | 5分2R終了 判定2-0                   | 修斗                                                                                                 | 2015年11月29日 |
| ×    | 佐藤将光                   | 1R 1:40 KO（右ストレート）          | 修斗 MOBSTYLES 15th Anniversary TOUR FIGHT & MOSH                                                    | 2015年5月3日   |
| ×    | 宇野薫                     | 5分3R終了 判定0-3                   | 修斗 2014年第4戦                                                                                     | 2014年5月4日   |
| ×    | 高橋遼伍                   | 2R 3:27 TKO（左腕の負傷）           | 修斗 2014年第2戦                                                                                     | 2014年3月16日  |
| ○    | 中村好史                   | 5分3R終了 判定3-0                   | 修斗 2013年第3戦                                                                                     | 2013年7月27日  |
| ×    | リオン武                   | 2R 4:27 KO（右ストレート→パウンド） | 修斗伝承 2011                                                                                        | 2011年4月29日  |
| ○    | トニー・ハービー           | 1R 4:25 KO（マウントパンチ）        | 修斗 SHOOTOR'S LEGACY 01                                                                             | 2011年1月10日  |
| ○    | グスタヴォ・ファルシローリ | 5分3R終了 判定3-0                   | 修斗 The Way of SHOOTO 06 〜Like a Tiger, Like a Dragon〜 【修斗環太平洋ライト級チャンピオンシップ】 | 2010年11月19日 |
| ○    | 田村一聖                   | 5分3R終了 判定2-0                   | 修斗 The Way of SHOOTO 04 〜Like a Tiger, Like a Dragon〜 【修斗環太平洋ライト級チャンピオンシップ】 | 2010年7月19日  |
| ○    | 門脇英基                   | 5分3R終了 判定3-0                   | 修斗 The Way of SHOOTO 〜Like a Tiger, Like a Dragon〜 【修斗環太平洋ライト級チャンピオン決定戦】    | 2010年1月23日  |
| ○    | 伊藤一宏                   | 5分2R終了 判定3-0                   | 修斗 EVOLUTIONARY EXCHANGES 1 "UNDEFEATED"                                                           | 2009年7月19日  |
| ○    | 石渡伸太郎                 | 1R 0:20 KO（右フック→パウンド）     | 修斗 SHOOTING DISCO 9 〜スーパーマン〜                                                               | 2009年6月6日   |
| ×    | ジャスティン・クルーズ     | 1R 1:34 チョークスリーパー          | PXC 17: Fearless                                                                                     | 2009年3月27日  |
| ○    | 小林正俊                   | 5分2R終了 判定3-0                   | 修斗 SHOOTING DISCO 7 〜YOUNG MAN〜                                                                  | 2009年1月31日  |
| ○    | 松本大輔                   | 1R 4:57 TKO（膝蹴り）               | 修斗 SHOOTING DISCO 6 〜栄冠は君に輝く〜                                                             | 2008年10月5日  |
| ×    | 直撃我聞                   | 5分2R終了 判定0-2                   | "修斗伝承 02" ROAD TO 20th ANNIVERSARY 【新人王決定トーナメント ライト級 2回戦】                     | 2008年7月18日  |
| ○    | 西野英紀                   | 2R 2:54 KO（右フック）              | 修斗 SHOOTING DISCO 4 〜ボーン イン ザ ☆ ファイティング〜 【新人王決定トーナメント ライト級 1回戦】  | 2008年2月23日  |

### シュートボクシング
| キックボクシング 戦績 | キックボクシング 戦績 | キックボクシング 戦績 | キックボクシング 戦績 | キックボクシング 戦績 | キックボクシング 戦績 | キックボクシング 戦績 |
| --------------------- | --------------------- | --------------------- | --------------------- | --------------------- | --------------------- | --------------------- |
| 1 試合                | (T)KO                 | 判定                  | その他                | 引き分け              | 無効試合              |                       |
| 0 勝                  | 0                     | 0                     | 0                     | 0                     | 0                     |                       |
| 1 敗                  | 0                     | 1                     | 0                     | 0                     | 0                     |                       |

| 勝敗 | 対戦相手 | 試合結果              | 大会名                                      | 開催年月日    |
| ×    | 海人     | 3R+延長1R終了 判定0-2 | SHOOT BOXING 30th ANNIVERSARY“CAESAR TIME!” | 2015年8月22日 |

## 獲得タイトル
- 第4代修斗環太平洋ライト級王座（2010年）